# (5090) Wyeth
(5090) Wyeth est un astéroïde de la ceinture principale.

## Description
(5090) Wyeth est un astéroïde de la ceinture principale. Il fut découvert le 9 février 1980 à Harvard par l'observatoire de l'université Harvard. Il présente une orbite caractérisée par un demi-grand axe de 2,53 UA, une excentricité de 0,29 et une inclinaison de 9,6° par rapport à l'écliptique.

## Compléments